# A Stinson-rakétaválság (Így jártam anyátokkal)
A Stinson-rakétaválság az Így jártam anyátokkal című televízió-sorozat hetedik évadának negyedik epizódja. Eredetileg 2011. október 3-án vetítették, míg Magyarországon 2012. október 17-én.
Ebben az epizódban Robinnak agressziókezelési terápiára kell járnia, mert bántalmazott egy nőt. Terapeutája előtt felfedi, mi is volt ennek a pontos oka. Eközben Ted túlságosan is beavatkozik Lily terhességébe.

## Cselekmény
Robinnak a bíróság döntése miatt dühkezelési tréningen kell részt vennie, mert bántalmazott egy nőt. Mindennek az alapja az volt, hogy Robin elkezdett féltékenykedni amiatt, hogy milyen kitüntetett figyelemben részesíti Barney Norát, leleplezve ezzel a Barney iránti érzéseit. Bánatában végül a World Wide News szerkesztőségében az asztal alá bújva sírva eszik részegen csokoládét. Ezt követően eléri, hogy Norát küldjék Franciaországba tudósítani egy G8-találkozóról, csak azért, hogy a köztes időben visszahódítsa Barneyt. Feltűnően kedélyesen kezd el viselkedni, majd azt javasolja, hogy öltözzenek ki és ruccanjanak ki valahová, még egyszer utoljára. Még mielőtt Barney erre bármit mondani tudna, megjelenik Nora, aki hamarabb érkezett haza. Robin ekkor teljesen elkeseredik, de nem adja fel. Rátalál Barney egyik trükkjének áldozatára, akit utánuk küld, abban bízva, hogy majd összevesznek és emiatt szakítanak.
Eközben Ted teljesen beleéli magát Lily terhességébe, és kezd úgy viselkedni, mintha az az ő gyereke is lenne. Pólókat készíttet, és leszidje Lilyt, amikor rajtakapja a bárban, hogy bort iszik. Lily azt mondja, hogy a szülészorvosuk, Dr. Sonya nagyon kedves, és azt mondta, hogy mindent lehet amit eddig, "de csak egy kicsikét". Ted leellenőrzi a dolgokat és úgy véli, hogy az orvos téved. Amikor ezzel szembesíti őket és közli, hogy ők mindig is egy trió voltak, Lily ráförmed, hogy soha nem ad teret a magánéletüknek. Visszaemlékezésben látható, hogy Ted már korábban is ignorálta, ha egy zokni volt kihelyezve a kilincsre. Lily nem hajlandó részt venni a Ted által szervezett terhességi tanácsadáson, ezért Marshall és Ted mennek el. Ted elmondja, hogy azért viselkedik így, mert úgy érzi, kezd lemaradni az életben a többiekhez képest, hiszen nemhogy nem állapodott még meg, de senkije sincs. Visszamennek a lakásra, ahol Marshall és Lily bocsánatot kérnek egymástól. Marshall azt mondja, hogy Dr. Sonya megengedő természete nem annyira rossz, főleg ha a szüléskor is így fog viselkedni. Egy előretekintésben Jövőbeli Ted felfedi, hogy ez nem lesz így: a doktornő kiabál, Lily pedig ordít, hogy hol a fenében van már Marshall. Jövőbeli Ted szerint ez egy remek sztori és majd később elmeséli. Miközben Marshall és Lily megbeszélték egymással a dolgaikat, Ted elment, de a kilincsre akasztott egy zoknit, hogy jelezze: értette a célzást.
Robin és Ted találkoznak a lakás előtt, és beszélgetni kezdenek. Robin rájön, hogy önző volt Barneyval szemben és jóvá akarja tenni a dolgot. Meg akarja állítani a rájuk küldött sértődött nőt, ezért összeverekszik vele, és mindkettejüket letartóztatják.

## Kontinuitás
- Barney "A lehetségtelen" című epizódban készített először weboldalt.
- Barney még mindig viselni kénytelen a kacsás nyakkendőt.
- Barney és Nora abban a kávézóban vannak, ahol Marshall és Brad is voltak "A világ legjobb párosa" című részben.
- Barney egyik trükkje, hogy eljátszik egy meleg fodrászt, akinek van egy heteró ikertestvére. A "Selejtező" című részben felmerül egy nő neve, akivel Barney kétszer is lefeküdt, mert eljátszotta az ikertestvérét.
- Az urnában találhatók Barney "Nők versus Öltönyök" című epizódban elhamvasztott öltönyének maradványai.
- Robinnal szemben a "Kettős állampolgárság" című részben is rendőrségi eljárás volt.
- Robin először használja a "Senki nem kérdezett, Patrice!" kmondatot. Ebben az epizódban jelenik meg először Patrice, Robin munkatársnője, aki folyton feldobott és Robint a barátnőjének gondolja, míg Robin épp az ellenkezőjét.

## Jövőbeli visszautalások
- A terápia a "Tanulmányi kirándulás" című epizódban ér véget.
- Az előretekintésben már nincs rajta Barney-n a kacsás nyakkendő, ami előrevetíti, hogy a "Katasztrófa elhárítva" című epizódban megszabadul tőle.
- Hogy hol is volt Marshall a gyermeke születésekor, az "A mágus kódexe" című epizódból derül ki.

## Érdekességek
- Ennek az epizódnak, először a sorozat történetében, nem Ted a fő narrátora, hanem Robin.
- A terapeutát játszó Kevin a falon látható diplomája szerint a Princeton egyetemen diplomázott. Az őt alakító Kal Penn a Doktor House című sorozatban is egy orvost játszott, aki a fiktív Princeton Plainsboro Gyakorló Kórházban dolgozik.
- Kal Penn a harmadik színész, aki felbukkan a Kalandférgek című filmsorozatból. Neil Patrick Harris volt az első, John Cho pedig a második az "Én nem az a pasi vagyok" című részben.
- Mivel 2006 Halloween-jéről is felbukkannak képek, ezért erősen valószínűsíthető, hogy a "Swarley" című epizód, amelyikben újra összejött Lily és Marshall, 2006 októberében játszódik.

## Vendégszereplők
- Nazanin Boniadi – Nora
- Kal Penn – Kevin
- Vicki Lewis – Dr. Sonya
- Alexis Denisof – Sandy Rivers
- Jeff Probst – önmaga
- Ellen D. Williams – Patrice

## Zene
- Percy Sledge – When A Man Loves A Woman